# Early Stone Age
Early Stone Age oder Earlier Stone Age (engl., kurz: ESA) ist die auch im Deutschen verwendete Bezeichnung für den ältesten Abschnitt der Steinzeit in Afrika. Die Dreigliederung der afrikanischen Steinzeit wurde im Jahre 1929 zunächst für Südafrika formuliert und später auf weite Teile Afrikas ausgeweitet. Das Early Stone Age datiert in die Zeit von etwa 2,6 Millionen bis 130.000 Jahren vor heute und beinhaltet die archäologischen Kulturen Oldowan und Acheuléen. Der Beginn des Altpaläolithikums außerhalb Afrikas erfolgte mit zeitlicher Verzögerung: nach der Out-of-Africa-Expansion des Homo ergaster bzw. Homo erectus vor etwa 1,8 Millionen Jahren in Westasien, vor etwa 1,1 Millionen Jahren in Europa. Auf das Early Stone Age folgte in Afrika das Middle Stone Age.

## Oldowan
Das Oldowan markiert die älteste Phase des Early Stone Age. Der Name geht auf die namengebende Fundstelle in der Olduvai-Schlucht zurück, die von Mary Leakey und Louis Leakey in den sechziger und siebziger Jahren des zwanzigsten Jahrhunderts ausgegraben wurde. Wie auch die Bezeichnung Early Stone Age wird der Terminus Oldowan per Definition nur für Fundstellen in Afrika angewandt, obwohl es auch in anderen Teilen der Welt frühe Geröllgeräte-Industrien gibt, die bis zu 1,8 Millionen Jahre alt sind. Hauptverbreitungsgebiet des Oldowan ist Ostafrika.
Das Oldowan wird in der neueren Forschung (vor allem von Helene Roche) in mehrere Unterstufen gegliedert: Dabei handelt es sich um:
- das Early Oldowan (datiert von ca. 2,6 bis 2 Millionen Jahren vor heute);
- das Oldowan (auch klassisches Oldowan genannt; datiert von ca. 2,0 bis 1,7 Millionen Jahren vor heute);
- das Developed Oldowan (von Leakey so bezeichnet; Beginn ca. um 1,7 Millionen Jahren vor heute).

Die Unterscheidung dieser drei Stufen erfolgt anhand der Werkzeugformen, die in dieser Zeit noch in der sogenannten Hartschlagtechnik hergestellt wurden. So sind Early und klassisches Oldowan noch charakterisiert von Geröllgeräten wie zum Beispiel dem Chopper oder dem Chopping Tool, wohingegen im Developed Oldowan bereits erste Proto-Zweiseiter (frühe Formen der Faustkeile) auftreten. Je später das Oldowan, desto häufiger ist auch das Auftreten von Abschlagsindustrien (also von Industrien, in denen Werkzeuge nicht mehr aus dem Kern, sondern aus den Abschlägen hergestellt werden; Beispiel hierfür ist der Fundplatz Dmanissi in Georgien).

## Acheulean
Das afrikanische Acheuléen datiert von ca. 1,7 bis 0,3 Millionen Jahren vor heute. Es beginnt mit dem Upper Bed II der Olduvai-Schlucht, wo erste Faustkeile nachgewiesen sind. Wichtigstes Merkmal dieser Epoche ist das Auftreten der Faustkeile und anderer sogenannter large cutting tools (LCT): Darunter fallen beispielsweise Ovate (Steingerät mit konvexen Kanten, aus länglichen Kernen hergestellt), Picks (Steingerät mit zwei konkaven Kanten, die ein rechteckiges Arbeitsende erzeugen) und Cleaver (Artefakte mit einer scharfen Querschneide). Charakteristisch für das Acheuléen ist überdies die Einführung der Weichschlagtechnik, also der Steinbearbeitung mittels eines zwischen Rohstück und Schlagstein gelegten, organischen Materials. Dies bewirkt eine feinere, weniger harte Bearbeitung des Steins.